# Киселёв, Сергей Семёнович
Сергей Семёнович Киселёв (23 сентября 1910, Гончаково, Ивановская область — 27 сентября 1994, Кохма, Ивановская область) — Герой Советского Союза, помощник командира взвода 78-го гвардейского стрелкового полка 25-й гвардейской Краснознамённой Синельниковской стрелковой дивизии 6-й армия Юго-Западного фронта, гвардии старший сержант.

## Биография
Родился 23 сентября 1910 года в деревне Гончаково ныне Верхнеландеховского района Ивановской области в семье крестьянина. Русский. Член ВКП(б)/КПСС с 1943 года. Окончил 4 класса Барановской сельской школы. В 1934 году переехал в город Вязники Владимирской области, работал на фабрике столяром. Перед войной работал в городе Ногинске Московской области.
В июне 1941 года был призван в Красную Армию . На фронте с августа 1942 года. Прошёл путь от рядового красноармейца до помощника командира взвода. Принимал участие в кровопролитных боях на Дону летом 1942 года и был награждён орденом Красного Знамени. Позднее сражался на Воронежском фронте, освобождал Донбасс. Был награждён медалью «За отвагу».
Отличился в боях при форсировании Днепра. В ночь на 26 сентября 1943 года старший сержант Киселёв в составе десантного отряда из 36 бойцов на подручных средствах переправился на правый берег Днепра в районе села Войсковое (Солонянский район Днепропетровской области). Взвод, которым командовал Киселёв, захватил траншеи и опорный пункт противника. Отважные бойцы в течение двух суток вели бой за удержание плацдарма. Они отразили 5 контратак противника, истребили до 50 немецких солдат и офицеров, захватили 18 лошадей и одно орудие. Лично С. С. Киселёв уничтожил более 10 немцев. Своими действиями отважные десантники обеспечил переправу главных сил полка.
Указом Президиума Верховного Совета СССР от 1 ноября 1943 года за отвагу и героизм, проявленные при форсировании Днепра гвардии старшему сержанту Киселёву Сергею Семёновичу присвоено звание Героя Советского Союза с вручением ордена Ленина и медали «Золотая Звезда» (№ 944).
Прошёл с честью до конца войны. Принимал участие в Корсунь-Шевченковской операции, прошёл с боями по территории Румынии и Венгрии, участвовал во взятии Будапешта. День Победы встретил в Праге.
После войны некоторое время продолжал службу в Вооруженных Силах СССР. В 1945 году поступил Ташкентское пехотное училище имени В. И. Ленина. Но учёбу не закончил из-за возраста и недостаточного образования (только начальное). В октябре 1946 года был демобилизован.
Жил в Ташкенте, работал столяром. В начале 1994 года вместе с дочерью переехал на родину в Ивановскую область. Короткое время жил в городе Кохма.
Скончался 27 сентября 1994 года. Похоронен на городском кладбище города Кохмы, в секторе воинских захоронений.

## Награды
- Медаль «Золотая Звезда» Героя Советского Союза,
- орден Ленина,
- орден Красного Знамени,
- орден Отечественной войны 1-й степени,
- медали, в том числе:
- медаль «За отвагу»,
- медаль «За боевые заслуги».

## Память
- г. Кохма, памятник на могиле.